# Pseudophaloe isosoma
Pseudophaloe isosoma là một loài bướm đêm thuộc phân họ Arctiinae, họ Erebidae.